# ورزشگاه اراسمو یاکوونه
 ورزشگاه اراسمو یاکوونه  (به ایتالیایی: Stadio Erasmo Iacovone) ورزشگاهی در شهر تارانتو در کشور ایتالیا است.
بازی‌های خانگی باشگاه فوتبال تارانتو ۱۹۲۷ در این ورزشگاه برگزار می‌شود.